# Doctor Strange
Dr. Stephen Vincent Strange, còn gọi là Bác sĩ Strange là một nhân vật trong truyện tranh, một siêu anh hùng trong truyện được xuất bản bởi các truyện tranh của Marvel. Nhân vật này xuất hiện lần đầu tiên trong Tales Strange #110 (tháng 7 năm 1963) và được tạo bởi nghệ sĩ và nhân vật thuyết khái niệm Steve Ditko với Stan Lee,. Bác sĩ Strange là một Phù Thủy Tối cao, luôn bảo vệ Trái Đất, chống lại các mối đe dọa nguy hiểm và bí ẩn. Nhân vật này cũng đã xuất hiện trong các sản phẩm Marvel liên quan bao gồm cả loạt phim hoạt hình truyền hình, quần áo, đồ chơi, thẻ kinh doanh, trò chơi video và phim Phù thủy tối thượng (2016).
Năm 2012, Bác sĩ Strange đã được xếp hạng thứ 83 trong danh sách "200 Greatest Comic Book Characters of All Time" và vị trí thứ 33 trong danh sách "Top 50 Avengers" của IGN. Nhân vật lần đầu tiên được diễn xuất bởi diễn viên Peter Hooten trong bộ phim truyền hình năm 1978 với cái tên "Dr.Strange"

## Khả năng và sức mạnh
Doctor Strange là một bác sĩ ngoại khoa nổi tiếng nhưng rất tự cao, sau một tai nạn xe hơi đã khiến bàn tay anh bị thương và không còn khả năng phẫu thuật như trước, anh đã đi khắp nơi trên thế giới để tìm cách chữa trị cho mình. Và trên con đường đó anh đã gặp được Thượng Cổ Tôn Giả, trở thành học viên của học viện phù thủy, anh ấy đã thông thạo cả võ thuật lẫn phép thuật. Với sự thông thạo hiểu biết về phép thuật mạnh mẽ, anh được ban tặng bộ trang phục với hai pháp bảo thần bí Áo choàng của Levitation giúp anh bay được và Con mắt Agamotto (thực chất là Viên đá Vô cực Thời gian), nhờ vậy mà quyền hạn về phép thuật của anh càng thêm mạnh mẽ,:24–27 cuốn Sách Vishanti, một ma đạo thư chứa đựng kiến thức rộng lớn về ma thuật trắng;:26–27 Sức mạnh đó khiến cho Dr. Strange có thể đánh bại được Ma Tốc độ, tay săn tiền thưởng siêu mạnh của địa ngục.
Eternity từng nói Dr.Strange là phù thủy mạnh nhất vũ trụ, mạnh hơn nhiều lần so với những người bạn phàm trần của Dr.Strange. Đó là khi anh có danh hiệu The Sorcerer Supreme:
Thao túng sức mạnh ma thuật của vũ trụ: Tia sét ma thuật, tàng hình, đi xuyên qua vật thể, trục xuất đối phương tới chiều không gian khác, bay, dịch chuyển tức thời tới mọi nơi trong vũ trụ, điều khiển đồ vật, điều khiển thời gian (làm chậm, dừng và du hành xuyên thời gian), thay đổi cấu trúc vật chất... Dr. Strange còn có thể dùng ma thuật làm lành nhanh chóng các vết thương.
Mượn sức mạnh từ thần linh và các chúa quỷ: Thần Hy Lạp (Poseidon và Hades), tam thần Vishanti (Hoggoth,Oshtur và Agamotto), bát thần Octessence (Balthakk, Cyttorak – vị thần đã cho Juggernaut sức mạnh, Farallah, Ikonn, Krakkan, Raggadorr, Valtorr, and Watoomb) và một số nhân vật còn mắc nợ Dr. Strange như Quỷ Satan và Dormammu. Ngoài ra cũng còn rất nhiều nhân vật khác… Có 1 thông tin thú vị, vợ Dr.Strange là Clea, mà Dormammu là cậu ruột của Clea nên Dormammu là cậu vợ của Dr. Strange.
Black Magic – Ma thuật hắc ám: Hút ma thuật và sức mạnh của đối phương cho bản thân mình sử dụng. Ma thuật này khá nguy hiểm, nếu ý chí của Dr. Strange không đủ mạnh thì anh sẽ bị sức mạnh đó thao túng ngược lại hoàn toàn, không còn nhận thức về bản thân nữa và sẽ trở thành chính nhân vật mà Dr. Strange đã lấy đi sức mạnh.

## Ngoài truyện tranh

### Vũ trụ Điện ảnh Marvel
Ở Vũ trụ Điện ảnh Marvel, nhân vật này do Benedict Cumberbatch thủ vai. Nhân vật ra mắt trong bộ phim cùng tên phát hành năm 2016. Phim đã phá kỉ lục phòng vé tại Bắc Mỹ và một số nước trên thế giới. Mặc dù không giống nguyên tác truyện tranh nhưng với kĩ xảo 3D cùng dàn diễn viên nổi tiếng, phim đã tạo ấn tượng với người xem từ những cảnh đầu tiên. Năm 2017, Strange xuất hiện với tư cách nhân vật phụ trong Thor: Ragnarok, ra mắt vào ngày 26 tháng 10. Năm 2018, Strange góp mặt trong phim Biệt đội siêu anh hùng: Cuộc chiến vô cực, ra mắt toàn cầu vào ngày 27 tháng 4. Năm 2019, Strange cũng góp mặt trong phim Biệt đội siêu anh hùng: Hồi kết nhưng không thông báo từ trước. Phim ra mắt toàn cầu vào ngày 26 tháng 4 năm 2019, đồng thời trở thành phim có doanh thu cao thứ hai sau Avatar (2009). Năm 2021, Strange cũng trở lại vai diễn này trong Người Nhện: Không còn nhà ra mắt toàn cầu ngày 17 tháng 12. Năm 2022, anh sẽ trở lại trong phần phim riêng thứ hai có tên Phù thủy tối thượng trong Đa Vũ trụ hỗn loạn sẽ ra mắt ngày 6 tháng 5.
- Nhân vật này cũng xuất hiện trong series What If...? trên Disney+ tập 4 "What If... Doctor Strange Lost His Heart Instead of His Hands?", được viết bởi A.C. Bradley và đạo diễn bởi Bryan Andrews.[6]